# Белтерман, Джоуи
Джоуи Белтерман (нидерл. Joey Belterman; родился 18 августа 1993 года, Рюрло, Гелдерланд) — нидерландский футболист, выступающий на позиции полузащитника.
Также является тренером детской команды клуба РКЗВК.

## Клубная карьера
Белтерман начинал футбольную карьеру в любительской команде РКЗВК из села Зиуэнт. Позже он попал в академию «Твенте» (с 2003 года «Твенте/Хераклес»), выигрывал чемпионат страны в своей возрастной группе. В 2009 году, после реорганизации академии, перешёл в молодёжную команду «Хераклеса».
В конце января 2012 года Белтерман заключил с клубом контракт на 2,5 года с возможностью продления на один сезон. Дебютировал в основном составе 18 феврале в матче Эредивизи против «Роды», выйдя на замену на 91 минуте. До конца сезона Джоуи сыграл в чемпионате ещё два матча; в игре с НЕК впервые попал в стартовый состав. В сезоне 2012/13 Белтерман получал больше игрового времени, сыграв в одной кубковой игре и шести матчах чемпионата.
В мае 2014 года Балтерман подписал двухлетний контракт с клубом «Ден Бос».

## Статистика по сезонам
По состоянию на 30 апреля 2016 года
| Клуб             | Сезон            | Чемпионат | Чемпионат | Кубок | Кубок | Итого | Итого |
| Клуб             | Сезон            | Игры      | Голы      | Игры  | Голы  | Игры  | Голы  |
| ---------------- | ---------------- | --------- | --------- | ----- | ----- | ----- | ----- |
| Хераклес         | 2011/12          | 3         | 0         | 0     | 0     | 3     | 0     |
| Хераклес         | 2012/13          | 6         | 0         | 1     | 0     | 7     | 0     |
| Хераклес         | 2013/14          | 2         | 0         | 0     | 0     | 2     | 0     |
| Хераклес         | Итого            | 11        | 0         | 1     | 0     | 12    | 0     |
| Ден Бос          | 2014/15          | 37        | 3         | 1     | 0     | 38    | 3     |
| Ден Бос          | 2015/16          | 21        | 2         | 3     | 0     | 24    | 2     |
| Ден Бос          | Итого            | 58        | 5         | 4     | 0     | 62    | 5     |
| Всего за карьеру | Всего за карьеру | 69        | 5         | 5     | 0     | 74    | 5     |